# Pamonha

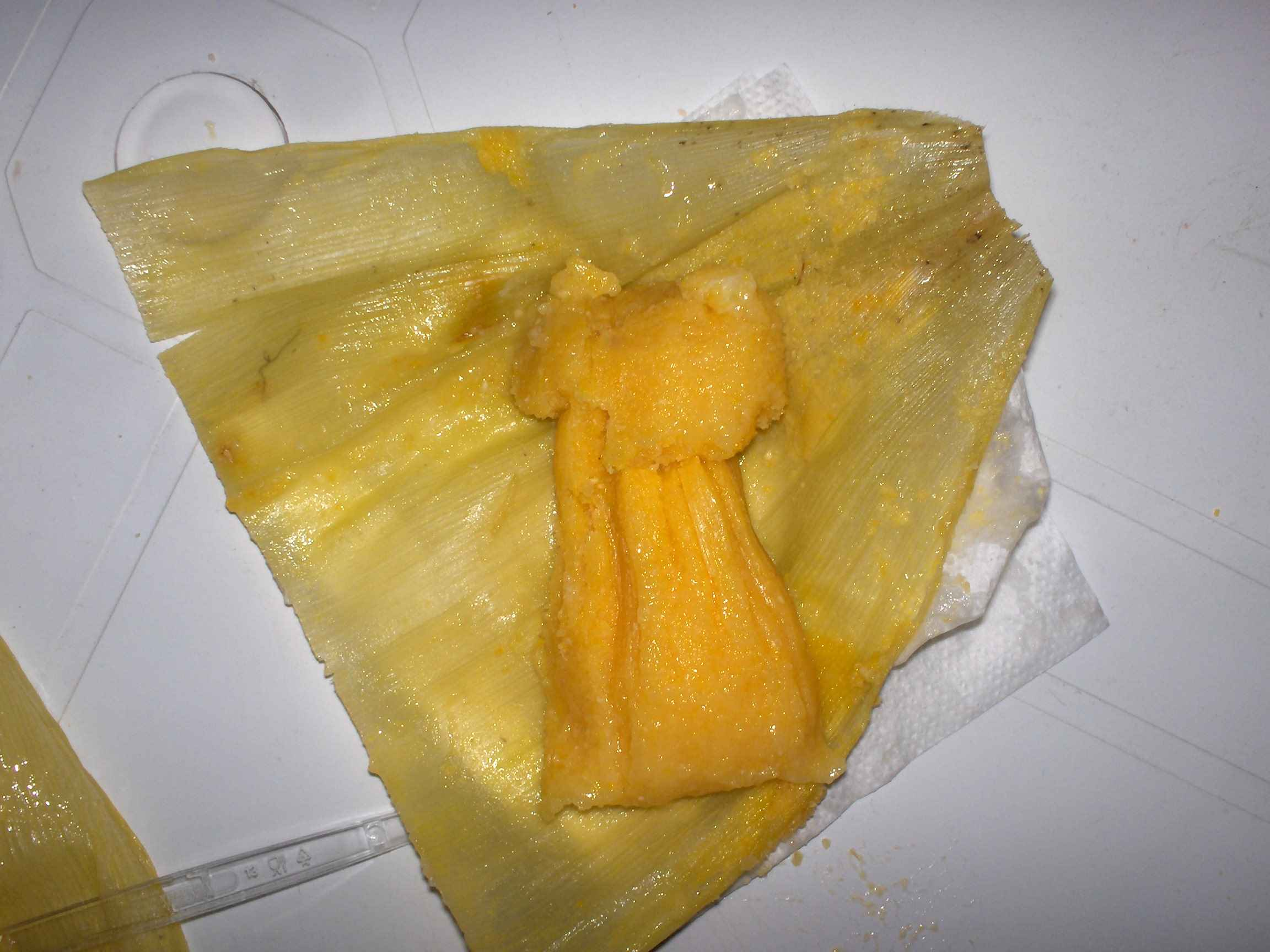
Interior d'una pamonha

La pamonha (del portuguès) és una pasta elaborada amb blat de moro fresc, embolicat en fulles. És una el mateix que una humita dolça, i és molt popular en la cuina brasilera (sobretot a la Regió Centre-Oest, Regió Nord-est i en els estats de São Paulo, Minas Gerais, Paraná i Tocantins). És freqüent de trobar la pamoha en la Festa Junina. El nom pa'muña que ve de l'idioma tupí, va donar la paraula pamonha del portuguès, "agafós", que és la textura que té el blat de moro cuit embolicat en les fulles. S'associa aquest aliment a la ciutat brasilera de Piracicaba, on es diu que es fan les millors de tot el país.